# Avdarma
Avdarma (così anche in russo – Авдарма) è un comune della Moldavia situato nella Gagauzia di 3.564 abitanti al censimento del 2004.

## Società

### Evoluzione demografica
In base ai dati del censimento, la popolazione è così divisa dal punto di vista etnico:
| Etnia       | Abitanti | %     |
| ----------- | -------- | ----- |
| Moldavi     | 42       | 1,18  |
| Ucraini     | 43       | 1,21  |
| Russi       | 47       | 1,32  |
| Gagauzi     | 3.356    | 94,16 |
| Bulgari     | 32       | 0,89  |
| Rumeni      | 0        | 0     |
| Altre etnie | 44       | 1,23  |